# Righeira '83-'85
Righeira '83-'85 è la prima raccolta del duo musicale italiano Righeira, pubblicata nel 1985 dalla CGD.

## Tracce
1. L'estate sta finendo – 3:46
2. Disco volante – 4:46
3. Gli parlerò di te – 4:18
4. No tengo dinero – 3:20
5. Kon Tiki – 4:29
6. Hey Mama – 5:32
7. Luciano Serra pilota – 3:25
8. Tanzen mit Righeira – 3:44
9. Vamos a la playa – 3:38
10. Jazz Musik – 3:47
11. Prima dell'estate – 3:00